# ミューズ音楽院

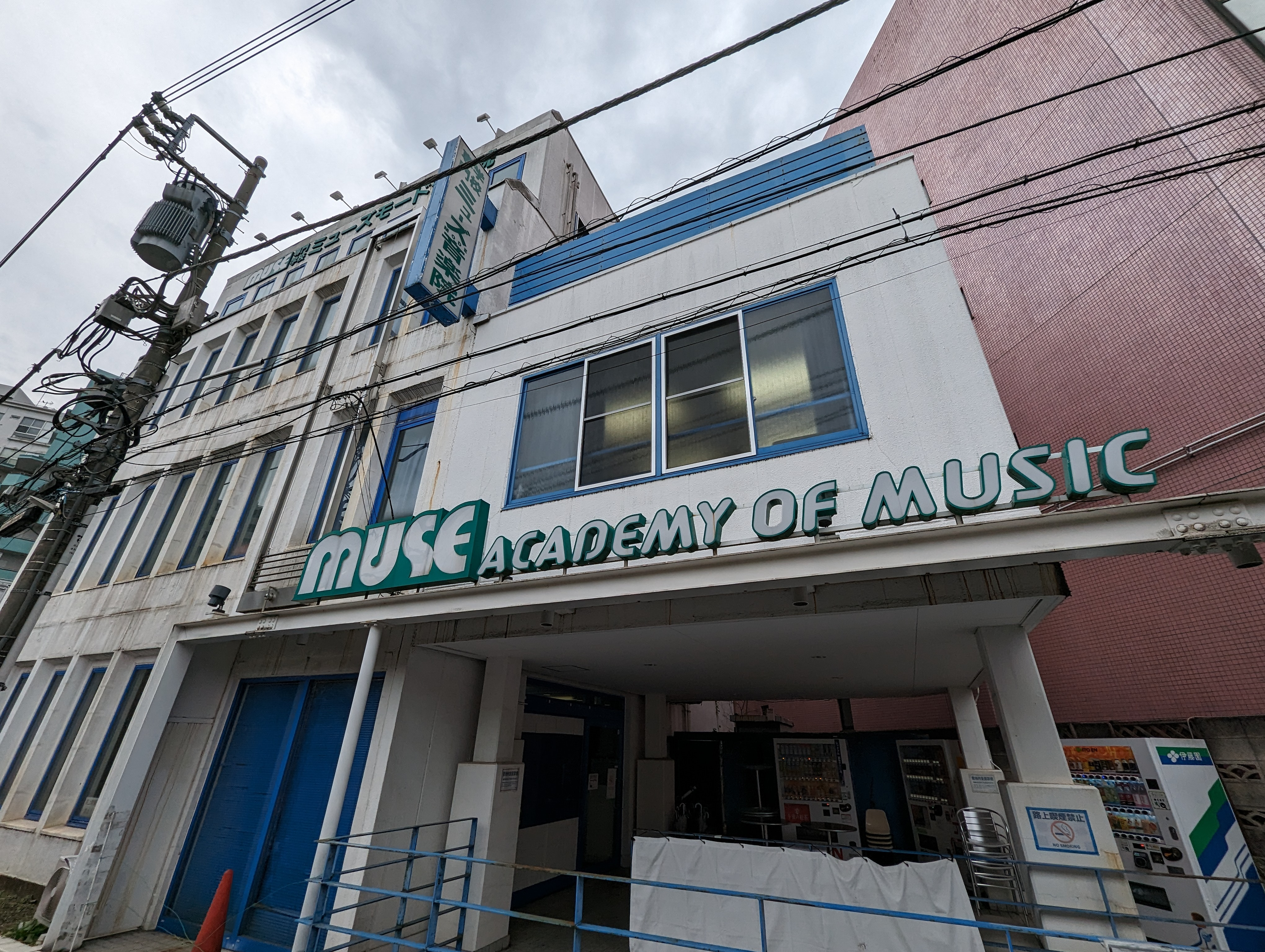
ミューズ音楽院本館（渋谷区代々木1丁目 2024年1月）

ミューズ音楽院（ミューズおんがくいん）は、東京都渋谷区にある専門学校。
1984年（昭和59年）、ロック、ジャズ、ポップス系の音楽学校としては、日本で最初に文部省認可を受けた専門学校。建学の精神は「自分を磨くこと」、教育理念は「ライブ主義」。実践重視のカリキュラムで音楽のプロを養成している。
B'zの松本孝弘、 e-ZUKA（飯塚昌明)（GRANRODEO）、川崎鷹也、KOHTA YAMAJI、SHAKA LABBITSのUKI、KING、MAH、藍坊主の藤森真一、KATSUMIなど、時代を代表するミュージシャンをはじめ、レコード会社、放送局、出版社、音楽スタジオなど、音楽業界の多様な業種に優れた人材を数多く輩出している。

## 設置学科

### 昼間部
- 専門課程（2年制）
  - ギター専攻
- 上級コース（20歳以上・2年制）

## 沿革
- 1981年 昼間部2年制課程を開設。
- 1984年 文部省（現：文部科学省）より専修学校専門課程（いわゆる専門学校）の認可を受ける（第8分野　文化・教養）。
- 1993年 最上級課程「マスターコース」を開設。

## 出身者
- 松本孝弘（B'z／ギター）
- 川崎鷹也（ヴォーカル）
- FUJI（WANIMA／ドラム）
- atagi（Awesome City Club／ヴォーカル・ギター）
- 大山聡一（BRADIO／ギター）
- 酒井亮輔（BRADIO／ベース）
- TAIKING（Suchmos／ギター）
- UKI（SHAKALABBITS／ヴォーカル）
- KING（SHAKALABBITS／ベース）
- MAH（SHAKALABBITS/ドラム）
- e-ZUKA（飯塚昌明)（GRANRODEO／ギター）
- 藤森真一（藍坊主／ベース）
- 内村友美（school food punishment／ヴォーカル）
- 木村優（ヴォーカル）
- KATSUMI（ヴォーカル）
- 関口誠人（C-C-B／ギター）
- 原田千栄（歌手、元ミューズモード音楽院ボーカル科講師）
- 上松範康（Elements Garden／作曲家）
- 藤田淳平 （Elements Garden／作曲家）
- 藤間仁 （Elements Garden／作曲家）
- 菊田大介 （Elements Garden／作曲家）
- 中山真斗 （Elements Garden／作曲家）
- 海北大輔（LOST IN TIME／ヴォーカル・ベース）
- 大岡源一郎 （LOST IN TIME／ドラム）
- 岡田悟志 （THE LOCAL ART／ヴォーカル・ドラム）
- 横内武将 （THE LOCAL ART／ギター）
- 前澤寛之（作曲家／アニメ『けいおん!!』放課後ティータイムの『Don't say "lazy"』や『Listen!!』など）
- 大川茂伸（作曲家／アニメ『魔法先生ネギま』『ハッピー☆マテリアル』など）
- 鈴木雄太 （Prague／ヴォーカル・ギター）
- 金野倫仁 （Prague／ベース）
- 伊東賢佑 （Prague／ドラム）
- 飛蘭（ヴォーカル）
- サトウヒロユキ （Jeepta／ベース）
- 野瀧真一（Dirty Old Men／ドラム）
- 光田康典（作曲家）
- 山下大輝（声優・歌手）
- 向谷実（カシオペア／キーボード）
- 菊池篤 （Fed MUSIC／ベース）
- 福井章人 （Fed MUSIC／ギター）
- 秋元雄介 （Fed MUSIC／ドラム）
- 大久保伸隆 （Something ELse／ヴォーカル・ギター）
- 瀧田イサム（Ark Storm、GRANRODEO、六三四Musashiなど／ベース）
- 上条盛也（PENPALS／ギター）
- 松江潤（SPOOZYSなど／ギター）
- JOTARO（FUNKIST／ベース）
- 佐藤あつし（ats-）（作曲家）
- バクザン（編曲家／加護亜依／Girls Beat!!など）
- 須長和広（quasimodeなど／ベース）
- 山田マン（ラッパ我リヤ／MC、トラックメイカー）
- 海北真（asobius／ベース）
- 石川直樹（asobius／ドラム）
- 山崎裕也（シンガーソングライター／MOTOR HOTEL（Zaki名義）／ヴォーカル・ギター）
- 岩崎誠司（作曲家／MOTOR HOTEL／ヴォーカル・ギター）
- 三林瞳（インフルエンサー）

## 所在地
専門学校ミューズ音楽院
東京都渋谷区千駄ヶ谷5-19-9
※校舎に関しては、実習系科目を中心に、学校法人神代学園・専門学校ミューズモード音楽院と共用または共同で使用する場合がある。

## 交通
- 最寄り駅は、JR山手線・総武線もしくは都営地下鉄大江戸線の代々木駅。JR東口より徒歩2分